# Canton d'Écouché
Le canton d'Écouché est une ancienne division administrative française située dans le département de l'Orne et la région Basse-Normandie.

## Géographie
Ce canton était organisé autour d'Écouché dans l'arrondissement d'Argentan. Son altitude varie de 135 m (La Courbe) à 317 m (Rânes) pour une altitude moyenne de 187 m.

## Histoire
Le canton est créé en 1790. Il est agrandi, à la suite de la suppression du canton de Rânes, par arrêté du 5 brumaire an X (27 octobre 1801).
De 1833 à 1848, les cantons d'Écouché et de Mortrée avaient le même conseiller général. Le nombre de conseillers généraux était limité à trente par département.

## Représentation

### Conseillers d'arrondissement (de 1833 à 1940)
| Période                                  | Période      | Identité                                              | Étiquette | Qualité |
| ---------------------------------------- | ------------ | ----------------------------------------------------- | --------- | --- |
| 1833                                     | 1839         | Jean François Théodore de Chazot                      |           | Maire d'Écouché                                                                                             |
| 1839                                     | 1848         | Auguste Chéradame (1796-1848)                         |           | Conseiller à la Cour royale de Caen, propriétaire à Écouché                                                 |
| 1848                                     |              | Pierre-Henri Ozenne (1797-1872)                       |           | Pharmacien à Écouché                                                                                        |
|                                          |              |                                                       |           | |
|                                          | 1872 (décès) | Alfred de Caix (1807-1872)                            |           | Archéologue, propriétaire du château de Bernay à Batilly                                                    |
|                                          |              |                                                       |           | |
|                                          | 1893         | Baron Alexandre Victor Guyon des Diguères (1846-1899) | Droite    | Propriétaire, maire de Batilly, Secrétaire de la commission des comptes des "Chemins de fer de l'Ouest"     |
|                                          |              |                                                       |           | |
| 1898                                     | 1919         | Raoul Pringault (1841-1920)                           |           | Agent voyer, maire d'Écouché                                                                                |
| 1919                                     | 1928         | Édouard Halouze                                       |           | Maire d'Avoine                                                                                              |
| 1928                                     | 1940 (décès) | Louis-Victor Barbel (1884-1940)                       |           | Agriculteur à Avoine                                                                                        |
| 1940                                     |              |                                                       |           | Les conseils d'arrondissement ont été suspendus par la loi du 12 octobre 1940 et n'ont jamais été réactivés |
| Les données manquantes sont à compléter. |              |                                                       |           | |

### Conseillers généraux de 1833 à 2015
| Période          | Période           | Identité                                         | Étiquette           | Qualité                                                                                           |
| ---------------- | ----------------- | ------------------------------------------------ | ------------------- | ------------------------------------------------------------------------------------------------- |
| 1833             | 1839              | Achille-Claude Poriquet (1788-1861)              |                     | Avocat et conseiller à la Cour royale de Paris                                                    |
| 1839             | 1840 (annulation) | Jean-François Théodore de Chazot                 |                     | Ancien officier de marine, maire d'Écouché, conseiller d'arrondissement                           |
| 1840             | 1848              | Achille-Claude Poriquet                          |                     | Avocat et conseiller à la Cour royale de Paris                                                    |
| 1848             | 1865 (décès)      | Louis David-Deschamps                            | Majorité dynastique | Avocat à la Cour d'appel de Paris, député (1860-1865), propriétaire à Joué-du-Plain               |
| 1865             | 1892 (décès)      | Eugène Gabriel Marigues de Champrepus            | Libéral             | Chef d'escadrons d'état-major en retraite, propriétaire à Joué-du-Plain                           |
| 1892             | 1893 (démission)  | André Marigues de Champrepus (fils du précédent) | Libéral             | Propriétaire à Joué-du-Plain                                                                      |
| 1893             | 1899 (décès)      | Baron Alexandre Victor Guyon des Diguières       | Droite              | Propriétaire, maire de Batilly (1882-1899), conseiller d'arrondissement                           |
| 1899             | 1919              | François-Élie Descours                           | Républicain rallié  | Notaire, maire de Rânes                                                                           |
| 1919             | 1937              | Eugène Hamard                                    | RG                  | Instituteur à Rânes                                                                               |
| 1937             | 1940              | Adrien Hellouin de Cénival (1892-1964)           | PSF                 | Propriétaire, maire de Fleuré, nommé conseiller départemental en 1943                             |
|                  |                   |                                                  |                     |                                                                                                   |
| 1945             | 1945              | Henri Serey                                      |                     | Cultivateur, maire de Serans                                                                      |
| 22 décembre 1945 | 1962 (décès)      | Fernand Gondouin (1899-1962)                     | RPF puis DVD        | Propriétaire, maire de Goulet                                                                     |
| 8 avril 1962     | 1974 (décès)      | André Thomas (1907-1974)                         | Centre gauche       | Exploitant agricole, maire de Serans                                                              |
| 1974             | 1988              | Marcel Dionot (1914-1989)                        | UDR puis RPR        | Directeur de la Société des fours à chaux, maire d'Écouché                                        |
| 1988             | 2006 (décès)      | Henri Maubert                                    | DVD                 | Secrétaire de mairie retraité, maire d'Écouché (1995-2006), suppléant de la députée Sylvia Bassot |
| 2007             | 2015              | Hubert Christophe                                | DVD                 | Ancien agriculteur exploitant, maire de Joué-du-Plain depuis 2003                                 |

Le canton participe à l'élection du député de la troisième circonscription de l'Orne.

## Composition

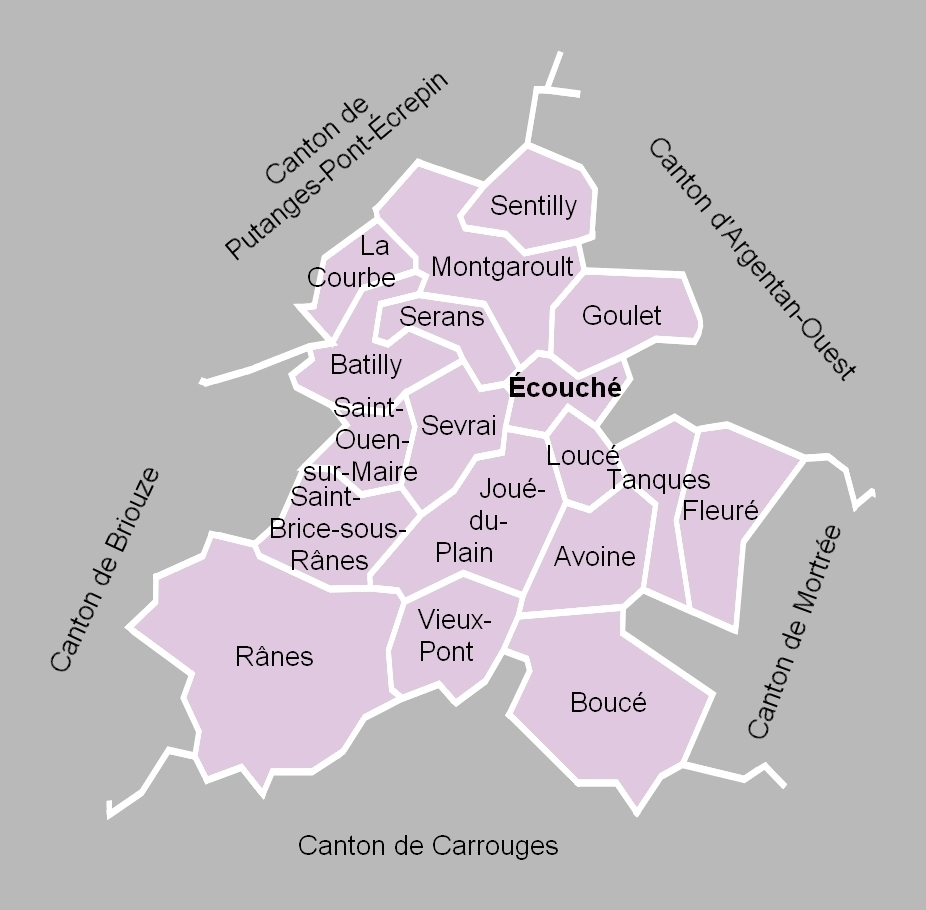
La carte des communes du canton. Les cantons limitrophes étaient ceux de Putanges-Pont-Écrepin, d'Argentan-Ouest, de Mortrée, de Carrouges et de Briouze.

Le canton de Écouché comptait 6 064 habitants en 2012 (population municipale) et groupait dix-huit communes :
- Avoine ;
- Batilly ;
- Boucé ;
- La Courbe ;
- Écouché ;
- Fleuré ;
- Goulet ;
- Joué-du-Plain ;
- Loucé ;
- Montgaroult ;
- Rânes ;
- Saint-Brice-sous-Rânes ;
- Saint-Ouen-sur-Maire ;
- Sentilly ;
- Serans ;
- Sevrai ;
- Tanques ;
- Vieux-Pont.

À la suite du redécoupage des cantons pour 2015, toutes les communes sont rattachées au canton de Magny-le-Désert.

### Anciennes communes
Les anciennes communes suivantes étaient incluses dans le canton d'Écouché :
- Meheudin, absorbée en 1821 par Écouché.
- Bernay et Treize-Saints, absorbées en 1822 par Batilly.
- Mesnil-Glaise, partagée en 1839 entre Batilly et Serans.
- Vaux-le-Bardoult, absorbée en 1839 par Montgaroult.

## Démographie
| 1962  | 1968  | 1975  | 1982  | 1990  | 1999  | 2006  | 2011  | 2012  |
| ----- | ----- | ----- | ----- | ----- | ----- | ----- | ----- | ----- |
| 6 349 | 6 126 | 5 922 | 5 766 | 5 816 | 5 740 | 5 963 | 6 048 | 6 064 |